# Вайлдер (Вермонт)
Вайлдер (англ. Wilder) — переписна місцевість (CDP) в США, в окрузі Віндзор штату Вермонт. Населення — 3071 особа (2020).

## Географія
Вайлдер розташований за координатами 43°40′16″ пн. ш. 72°18′39″ зх. д. / 43.67111° пн. ш. 72.31083° зх. д. (43.671098, -72.310948).  За даними Бюро перепису населення США в 2010 році переписна місцевість мала площу 2,12 км², з яких 2,11 км² — суходіл та 0,02 км² — водойми. В 2017 році площа становила 2,24 км², з яких 2,23 км² — суходіл та 0,02 км² — водойми.

## Демографія
Згідно з переписом 2010 року, у переписній місцевості мешкало 1690 осіб у 715 домогосподарствах у складі 453 родин. Густота населення становила 796 осіб/км².  Було 776 помешкань (365/км²).
Расовий склад населення:
| - 93,3 % — білих - 2,7 % — азіатів - 0,4 % — чорних або афроамериканців - 0,2 % — корінних американців |

До двох чи більше рас належало 3,3 %. Частка іспаномовних становила 1,1 % від усіх жителів.
За віковим діапазоном населення розподілялося таким чином: 24,0 % — особи молодші 18 років, 62,1 % — особи у віці 18—64 років, 13,9 % — особи у віці 65 років та старші. Медіана віку мешканця становила 40,6 року. На 100 осіб жіночої статі у переписній місцевості припадало 93,8 чоловіків;  на 100 жінок у віці від 18 років та старших — 85,2 чоловіків також старших 18 років.
Середній дохід на одне домашнє господарство  становив 86 587 доларів США (медіана — 59 179), а середній дохід на одну сім'ю — 100 228 доларів (медіана — 77 266). За межею бідності перебувало 2,7 % осіб, у тому числі 4,0 % дітей у віці до 18 років та 0,0 % осіб у віці 65 років та старших.
Цивільне працевлаштоване населення становило 963 особи. Основні галузі зайнятості: освіта, охорона здоров'я та соціальна допомога — 43,1 %, науковці, спеціалісти, менеджери — 12,3 %, роздрібна торгівля — 11,6 %, виробництво — 11,3 %.